# The Turner Diaries
The Turner Diaries (Turner-dagbøgerne) er en roman fra 1978, skrevet af den nu afdøde William Luther Pierce, leder af den hvide-nationalistiske organisation National Alliance , under pseudonymet Andrew Mcdonald.
The Turner Diaries fortæller om en fremtidig voldelig revolution i USA som fører til den føderale regerings fald og til sidst til udryddelsen af alle jøder og alle ikke-hvide. Ved bogens afslutning består verdens befolkning af kun 50 millioner hvide mennesker.
Bogen var oprindeligt kun tilgængelig via postordre, på våbenmesser og afsnit af den gik som føljeton i udgivelser fra National Alliance. Romanen sælges i dag gennem almindelige boghandlere og på hjemmesider tilhørende hvide-nationalistiske organisationer, men også på almindelige hjemmesider såsom Amazon. I 2000 blev det meldt at den var solgt i hele 500.000 eksemplarer.
Romanen er blevet koblet til flere virkelige voldsforbrydelser. Det har været hævdet at den var inspiration for Oklahoma City-bombningen i 1995. FBI har beskrevet bogen som en hadsmanual.
I 1989 udgav Pierce under samme pseudonym Hunter, en forløber til bogen The Turner Diaries.

## Handling
Bogen begynder med et forord som angiver at være skrevet i 2099, hundrede år efter hændelserne beskrevet i bogen. Størstedelen af bogen forestiller at være en nyopdaget dagbog som har tilhørt Earl Turner, et aktivt medlem af bevægelsen "The Organisation" (Organisationen) som har forårsaget hændelserne. Bogen giver en detaljeret skildring af en voldelig afsættelse af USAs føderale regering udført af Turner og hans kampfæller. Disse sætter i gang en brutal racekrig som først finder sted i USA og som derefter spredes til resten af verden.
Dagbogen starter lige efter at den føderale regering er påbegyndt konfiskation af alle civilt ejede våben i USA, noget som er gjort lovligt i den såkaldte Cohen Act, og "Organisationen" som Turner er medlem af, går under jorden og starter en guerillakrig mod det de kalder "Systemet". "Systemet" er regeringen, medier og det økonomiske system som fremstilles som et jødisk-kontrolleret diktatur. I bogen sidestilles dette system med støtte til multikulturelle samfund. Organisationen starter med at bombe FBIs hovedkvarter og fortsætter med en serie terrorhandlinger, attentater og økonomiske aktioner over hele USA. Turners handlinger fører til at han bliver indviet i Ordenen, en kvasi-religiøs indre kadrergruppe som styrer Organisationen og hvis eksistens forbliver hemmelig for både Systemet og menige medlemmer af Organisationen.
Herefter opnår Organisationen fysisk kontrol over det sydlige Californien, inklusiv atomvåbnene på Vandenberg Air Force Base. Alle sorte, latinamerikanere og asiater i området bliver dræbt eller jaget på flugt og alle jøder og "race-forrædere" bliver systematisk dræbt. Flybasen bliver derefter brugt som base for Organisationens operationer og atomvåbnene bliver brugt i angreb på New York og Israel, noget som sætter i gang en atomkrig mellem USA og Sovjetunionen. Organisationen udstationerer atombomber i andre dele af USA og opretter nye celler. Dagbogen slutter med at hovedpersonen i et selvmordstogt flyver et fly udstyret med en atombombe for at tilintetgøre Pentagon og på den måde fjerne USAs militære ledelse. Efter dagbogen følger en epilog der opsummerer hvordan Organisationen fortsatte med at erobre resten af verden og fuldstændig udrydder alle ikke-hvide mennesker.